# Гагарин, Фёдор Сергеевич
Князь Фёдор Серге́евич Гага́рин (23 декабря 1757 [3 января 1758] — 17 апреля 1794) — полковник Русской императорской армии из рода Гагариных. Кавалер ордена св. Георгия 4-й степени.

## Биография
Младший сын действительного тайного советника князя Сергея Васильевича Гагарина от брака его с дочерью первого в истории России генерал-прокурора графа П. И. Ягужинского.
Сведений о нём сохранилось очень немного. А. Т. Болотов, знавший всю семью Гагариных, писал, что князь Фёдор «был гордый и нелюдимый молодой человек».
Князь Ф. С. Гагарин погиб во время Варшавского восстания 17 апреля 1794 года. Он командовал тогда батальоном Сибирского полка. Когда командовавший этим полком генерал Милашевич был ранен и взят в плен, Гагарин принял команду, но уже через несколько минут тоже был ранен. Толпа повстанцев бросилась на него, и один кузнец ударил его в висок железной шиной. Удар оказался смертельным.

### Семья
В браке с княжной Прасковьей Юрьевной Трубецкой (1762—1848), известной всему светскому обществу своей красотой и живым характером, имел детей:
- Фёдор (1787—1865), генерал-майор;
- Василий, (1787—1829), штабс-капитан;
- Вера (1790—1886), конфидантка А. С. Пушкина, жена поэта князя П. А. Вяземского;
- Надежда (1792—1883), по словам Вигеля, «была из тех женщин, коих стоит любить: если прямой, гибкий стан, правильные черты лица, большие глаза, приятнейшая улыбка и матовая, прозрачная белизна неполированного мрамора суть условия красоты, то она её имела»[3]. Вышла замуж за князя Б. А. Четвертинского — по характеристике Вигеля, «молоденького полковника, милого, доброго, отважного, живого, весёлого, писаного, как говорится, красавчика»[3].
- Любовь (1793−?), за генералом Б. В. Полуектовым;
- София (1794—1855), родилась после смерти отца, после брака с В. Н. Ладомирским стала хозяйкой подмосковного Братцева.